# Rodolfo López
Rodolfo López est un boxeur mexicain né le 18 septembre 1983 à Cancún.

## Carrière
Passé professionnel en 2000, il devient champion du monde des poids plumes WBC le 30 juillet 2006 en battant par arrêt de l'arbitre à la 7e reprise le japonais Takashi Koshimoto mais s'incline dès le combat suivant contre Chi In-jin le 17 décembre 2006.